# Liste de sites mégalithiques en Italie
Cet article recense les sites mégalithiques en Italie.

## Généralités
Comme le reste de l'Europe occidentale, l'Italie comporte de nombreux sites mégalithiques encore visibles de nos jours.
La Sardaigne est la région d'Italie qui, de très loin, compte le plus de sites mégalithiques. Ceux-ci prennent principalement la forme de nuraghes, des tours rondes en forme de cône tronqué, caractéristiques de la culture nuragique qui s'est développée sur l'île entre 1900 et 730 av. J.-C. On compterait près de 7 000 nuraghes en Sardaigne, principalement dans le nord-ouest et le cente-sud de l'île. Les autres monuments mégalithiques typiques de la Sardaigne sont les tombes des géants, sépultures collectives recouvertes de tumulus ; on en connaît plus de 800.
Les Pouilles comptent la deuxième concentration de monuments mégalithiques de la péninsule italienne, essentiellement des menhirs. L'Italie du Nord-Ouest (Ligurie, Piémont) en compte également de nombreux exemples, dont des menhirs sculptés ou des statues-menhirs. Les autres régions en comportent comparativement bien moins.

## Listes par région
Compte tenu du nombre de sites sur l'intégralité du territoire italien, la liste est divisée par région :
- Abruzzes
  - Lu Termine (menhir), un des rares monuments mégalithiques des Abruzzes
- Basilicate
- Calabre
- Campanie
- Émilie-Romagne
- Frioul-Vénétie julienne
- Latium
- Ligurie
- Lombardie
- Marches
- Molise
- Ombrie
- Piémont
- Pouilles
- Sardaigne
- Sicile
- Toscane
- Trentin-Haut-Adige
- Vallée d'Aoste
- Vénétie